# Karibi forint
A karibi forint (hollandul: Caribische gulden) Curaçao és Sint Maarten hivatalos pénzneme 2025 óta. A két szigeten az amerikai dollárt is széles körben elfogadják.

## Története
Curaçao és Sint Maarten területén 2012. január 1-jén váltotta volna a Holland antillákbeli forintot. Erre azonban nem került sor. 
Szóba került még 2019-ben, hogy az amerikai dollár vagy az euró legyen a hivatalos pénznem, de később ezt elvetették.
A pénzhamisítás megakadályozása érdekében nem írnak ki nyilvános tervpályázatot a pénznemre.

## Érmék
Az érmék az alábbi címletekben lesznek forgalomban: 1, 5, 10, 25, 50 cent, 1 és 5 forint
| Kép    | Kép    | Névérték | Műszaki paraméterek | Műszaki paraméterek | Műszaki paraméterek | Műszaki paraméterek | Leírás                     | Leírás                       | Leírás                                                                                           | Dátumok    | Dátumok           | Dátumok     |
| Előlap | Hátlap | Névérték | Átmérő              | Vastagság           | Tömeg               | Összetétel          | Perem                      | Előlap                       | Hátlap                                                                                           | Első veret | Kibocsátás        | Visszavonás |
| ------ | ------ | -------- | ------------------- | ------------------- | ------------------- | ------------------- | -------------------------- | ---------------------------- | ------------------------------------------------------------------------------------------------ | ---------- | ----------------- | ----------- |
|        |        | 1 cent   | ?                   | ?                   | ?                   | ?                   | recés                      | ország neve, narancsvirág    | névérték, gyöngyök, kagylók, kibocsátás éve                                                      | 2025       | 2025. március 31. | forgalomban |
|        |        | 5 cent   | ?                   | ?                   | ?                   | ?                   | sima                       | ország neve, narancsvirág    | névérték, gyöngyök, kagylók, kibocsátás éve                                                      | 2025       | 2025. március 31. | forgalomban |
|        |        | 10 cent  | ?                   | ?                   | ?                   | ?                   | recés és sima              | ország neve, narancsvirág    | névérték, gyöngyök, kagylók, kibocsátás éve                                                      | 2025       | 2025. március 31. | forgalomban |
|        |        | 25 cent  | ?                   | ?                   | ?                   | ?                   | sima, 7 behúzással         | ország neve, narancsvirág    | névérték, gyöngyök, kagylók, kibocsátás éve                                                      | 2025       | 2025. március 31. | forgalomban |
|        |        | 50 cent  | ?                   | ?                   | ?                   | ?                   | sima, 11 szögű             | ország neve, narancsvirág    | névérték, gyöngyök, kagylók, kibocsátás éve                                                      | 2025       | 2025. március 31. | forgalomban |
|        |        | 1 forint | ?                   | ?                   | ?                   | ?                   | sima, Isten velünk felirat | Vilmos Sándor holland király | Curaçao körvonala vagy Sint Maarten címere, ország neve, névérték, évszám, zöld tengeri teknősök | 2025       | 2025. március 31. | forgalomban |
|        |        | 5 forint | ?                   | ?                   | ?                   | ?                   | sima, Isten velünk felirat | Vilmos Sándor holland király | Curaçao körvonala vagy Sint Maarten címere, ország neve, névérték, évszám, zöld tengeri teknősök | 2025       | 2025. március 31. | forgalomban |

## Bankjegyek
A bankjegyek az alábbi címletekben lesznek forgalomban: 10, 20, 50, 100, 200 forint
| Kép      | Kép      | Névérték   | Méret       | Szín   | Leírás                                   | Leírás                                  | Dátumok   | Dátumok           | Dátumok     |
| Előoldal | Hátoldal | Névérték   | Méret       | Szín   | Előoldal                                 | Hátoldal                                | nyomtatás | kibocsátás        | visszavonás |
| -------- | -------- | ---------- | ----------- | ------ | ---------------------------------------- | --------------------------------------- | --------- | ----------------- | ----------- |
|          |          | 10 forint  | 147 × 66 mm | sárga  | Szürke angyalhal, vívócsiga              | Klein Curaçao világítótornya            | 2025      | 2025. március 31. | forgalomban |
|          |          | 20 forint  | 147 × 66 mm | kék    | foltos sasrája, atlangi sárga csiga      | Simpson Bay Lagoon                      | 2025      | 2025. március 31. | forgalomban |
|          |          | 50 forint  | 147 × 66 mm | zöld   | közönséges levesteknős, arcopagia fausta | Grote Knip strandja                     | 2025      | 2025. március 31. | forgalomban |
|          |          | 100 forint | 147 × 66 mm | vörös  | sparisoma viride, voluta musica          | a Sint Maarten Alkotmánybíróság épülete | 2025      | 2025. március 31. | forgalomban |
|          |          | 200 forint | 147 × 66 mm | ibolya | karcsú csikóhal, kagyló                  | Emma királyné híd                       | 2025      | 2025. március 31. | forgalomban |